# バッドタイム
『バッドタイム』（原題: Harsh Times）は、2005年のアメリカ映画。日本では2006年にタキ・コーポレーションからDVDが発売された。

## あらすじ
元レンジャーの退役軍人であるジムとその悪友のマイクは、無職から脱するために就職活動に勤しんでいた。
しかしジムは警察官志望であるもののなかなか採用されず、マイクも自堕落な生活のもと、恋人のシルヴィアに就職活動をしているフリの電話を入れるといった有様であり、サウス・セントラル界隈でドラッグや銃の取引、敵対ギャングとの乱闘といったトラブルを繰り返し、悪行を通して数々の事件に巻き込まれていく。
やがて、ジムはなんとかコロンビアでの麻薬捜査官。マイクも知り合いの勤める企業への就職が決まるが、ジムの恋人マルタの故郷であるメキシコで最大のトラブルに見舞われる。

## キャスト
※括弧内は日本語吹替
- ジム - クリスチャン・ベール（森川智之）
- シルヴィア - エヴァ・ロンゴリア（山田美穂）
- マイク - フレディ・ロドリゲス（高木渉）
- マルタ - タミー・トゥルール
- トゥーサン - チャカ・フォーマン
- フラコ - ノエル・グーリーエミー
- ダレル - テリー・クルーズ

## 評価
レビュー・アグリゲーターのRotten Tomatoesでは100件のレビューで支持率は48%、平均点は5.50/10となった。Metacriticでは24件のレビューを基に加重平均値が56/100となった。